# اريك لويد وليامز
اريك لويد وليامز (بالإنجليزية: Eric Lloyd Williams)‏ هو صحفي جنوب أفريقي، ولد في 1915، وتوفي في 1988.